# Манро Фолс (Охајо)
Манро Фолс (енгл. Munroe Falls) град је у америчкој савезној држави Охајо.

## Демографија
По попису из 2010. године број становника је 5.012, што је 302 (-5,7%) становника мање него 2000. године.
| Група             | 2000.         | 2010.         |
| Белци             | 5.132 (96,6%) | 4.742 (94,6%) |
| Афроамериканци    | 49 (0,9%)     | 76 (1,5%)     |
| Азијати           | 63 (1,2%)     | 69 (1,4%)     |
| Хиспаноамериканци | 37 (0,7%)     | 60 (1,2%)     |
| Укупно            | 5.314         | 5.012         |